# Riški dvorac
Riški dvorac (latvijski: Rīgas pils) podignut je u Rigi 1330. kao rezidencija starješine Livonskog odreda. Prvobitna zgrada je srušena 1448. i u narednim desetljećima rekonstruirana je nekoliko puta. Na kraju gubi svoj srednjovjekovni izgled.
Glavna kula postavljena je u ranom 16. stoljeću, dok je takozvana kula tri zvijezde sagrađena tek 1938. godine. Između 1785. i 1787. nadograđen je trokatni dio za potrebe provincijskih institucija u gradu. Bijela Sala je napravljena 1818. Arhitekt Eižens Laube redizajnirao je interijer 1938. tako da može biti korišten za ceremonijalne potrebe vlade. Crvena Sala je jedan od rezultata njegovog rada.
Danas se ured predsjednika Latvije nalazi u dvorcu, ali on ne tamo ne živi. U kompleksu se nalazi i nekoliko muzeja.

## Vanjske poveznice
- Riški dvorac na stranici latvijskog predsjednika (let.)